# Khao Yai nationalpark
Khao Yai nationalpark ligger i nordöstra delen av Thailand. Sedan 2005 är nationalparken och den angränsande bergskedjan Dong Phayayen ett av Unescos världsarv.
Parken är ett populärt besöksmål på grund av närheten till Bangkok. Landskapet utgörs av fuktiga städsegröna skogar, bergsskogar, lövfällande skogar och gräsmarker. Besökare hittar i parken vattenfall och vandringsleder. Typisk för djurlivet är fåglar som bildar blandade flockar och fåglar som vistas på marken. I nationalparken registrerades över 2000 olika växtarter, 300 olika fågelarter, 70 olika däggdjursarter och 74 arter som är kräldjur eller groddjur. Parken täcker en yta av 2172 km². Från två utsiktstorn består möjligheten att skåda asiatiska elefanter, gaur, guldschakal och vila svindjur. Typisk är dessutom gibboner och näshornsfåglar som klättrar i träden.

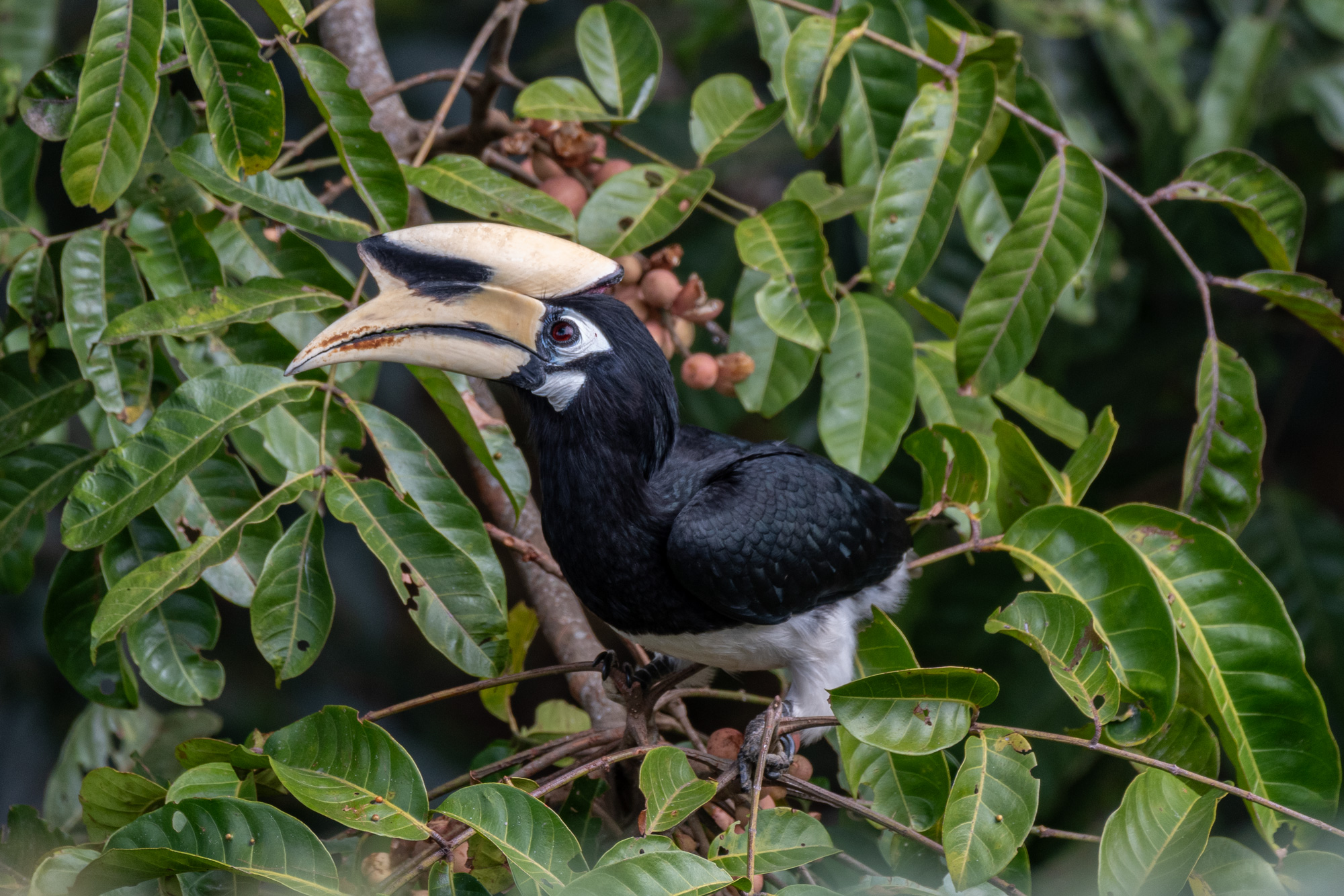
Orientnäshornsfågel
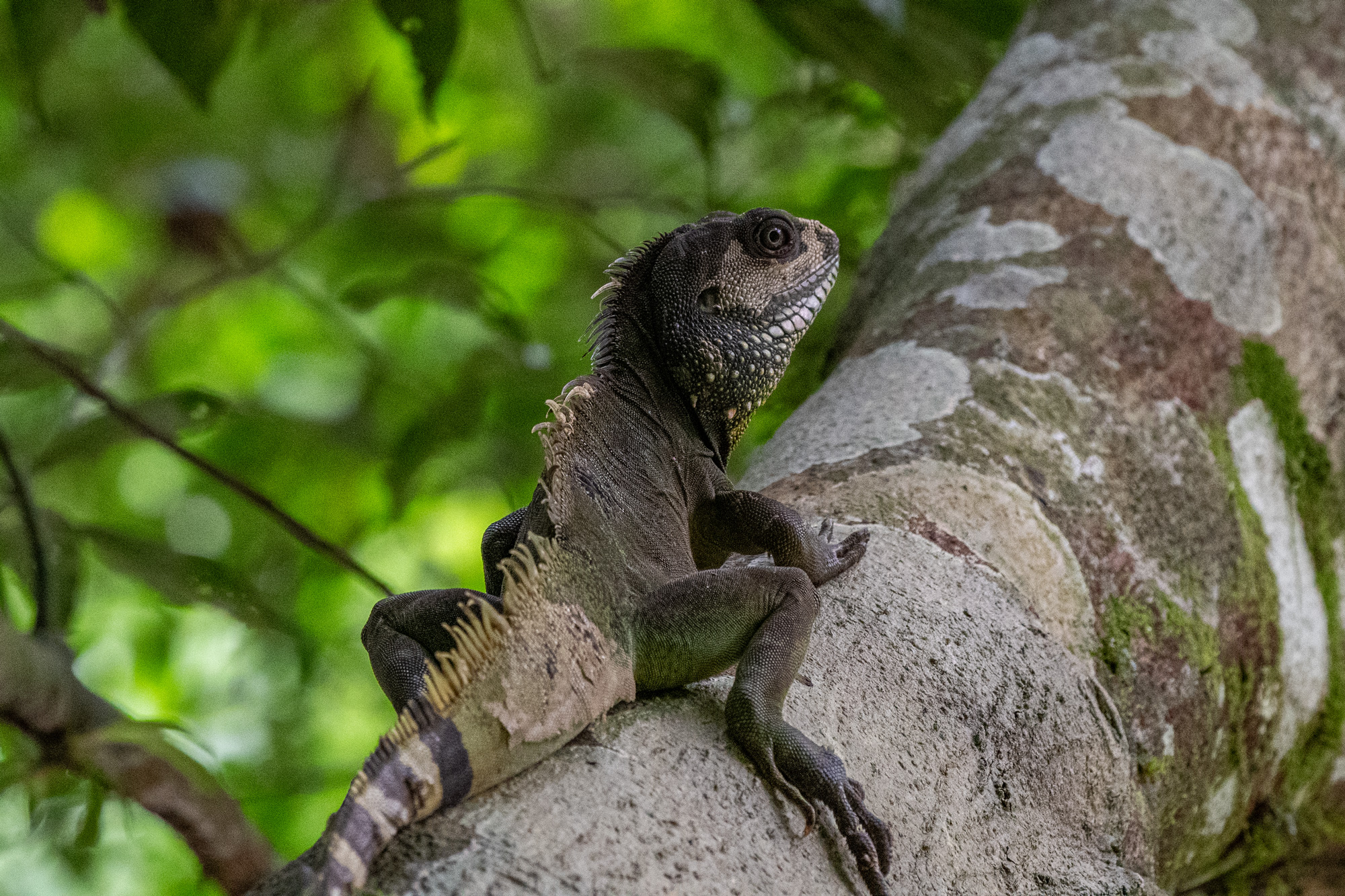
Grön vattenagam
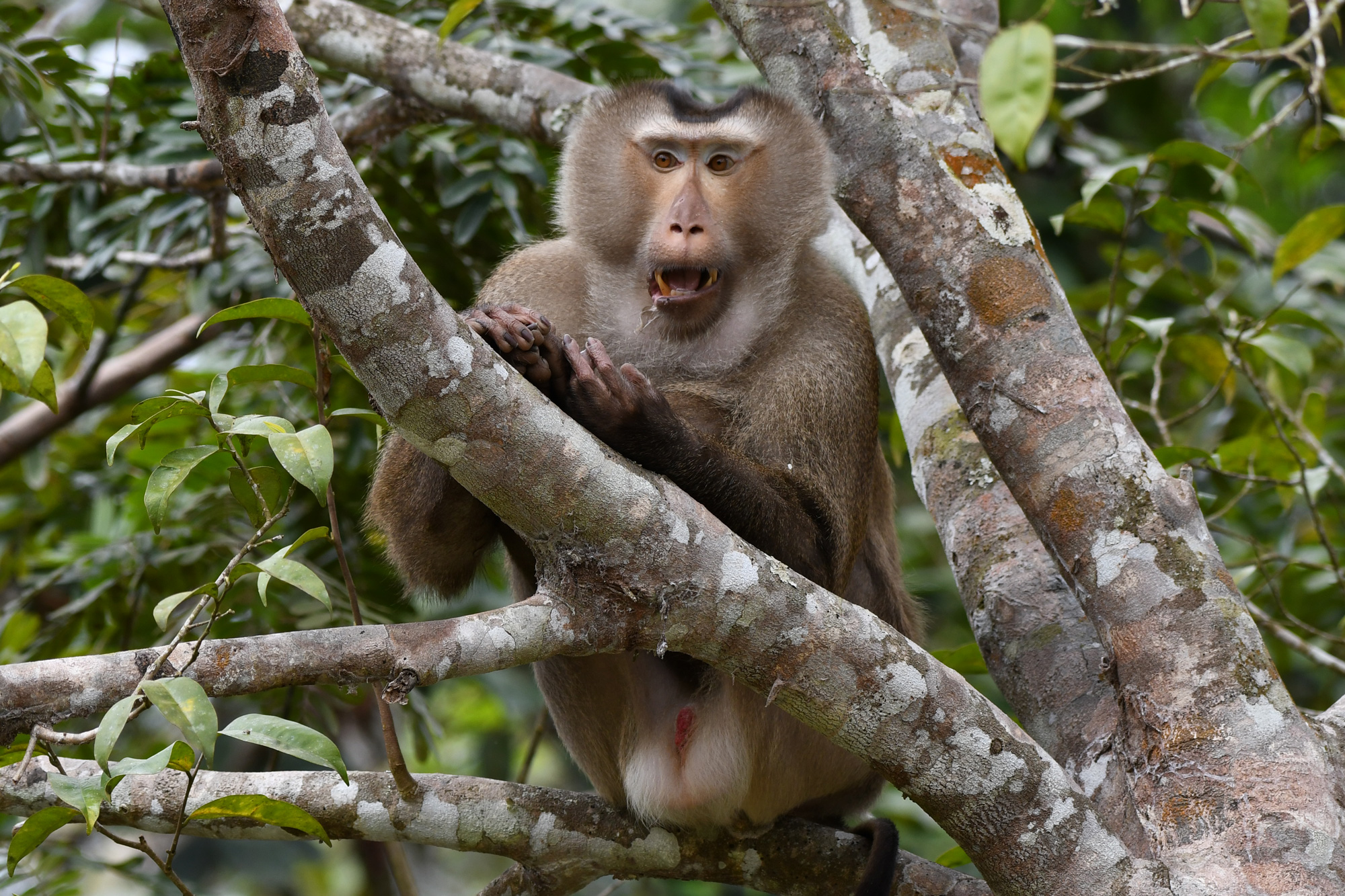
Macaca leonina